# Corinna Kuhnle
Corinna Kuhnle (ur. 4 lipca 1987 w Wiedniu) – austriacka kajakarka górska, dwukrotna mistrzyni świata, mistrzyni Europy, uczestniczka dwóch igrzysk olimpijskich.

## Wczesne życie
Dorastała w Höflein. Mieszka w Wiedniu. Z zawodu jest inżynierem przemysłowym. Maturę zdała w 2006 roku.

## Igrzyska olimpijskie
Na igrzyskach w 2012 roku w Londynie zajęła 8. miejsce w jedynce. Cztery lata później w Rio de Janeiro w eliminacjach zajęła 12. miejsce premiowane awansem do kolejnej rundy. Wygrała półfinał, uzyskując łączny czas 101,54 s. W finale, z czasem 104,75 s, zakończyła przygodę z igrzyskami na 5. miejscu w końcowej klasyfikacji.

## Ciekawostki
Należy do Austriackiej Armii Związku Sportowego w stopniu dowódcy plutonu. Zna język angielski i niemiecki.